# クマホス
クマホス(Coumaphos)は、非揮発性、脂溶性の殺外部寄生虫活性を持つチオリン酸エステルである。昆虫やダニを殺す。農場やペットのダニを退治するための多くの種類のブランド名で知られている。
ミツバチのコロニーのバロアダニをコントロールするためにも用いられるが、多くの場所でダニが耐性を持つようになり、また残留毒性の理解が進んできたことから、あまり使われなくなっている。
オーストラリアでは、2004年6月に製造業者がペットへの利用の安全性の証明に失敗した後、家庭でのペットの治療用途への認可が取り消された。
この化合物は、ハチの神経系の問題と関連が指摘され、コロニー崩壊の原因ではないかと考えられている。